# 明日に向かってハイキック
『明日に向かってハイキック』（あすにむかってハイキック、지붕뚫고 하이킥）は、韓国MBCで2009年から2010年にかけて月曜から金曜の毎夜7時45分から放送された韓国のテレビドラマ。全126話。
日本では、BS11で字幕放送された。原題の日本語訳は『屋根を突き破ってハイキック』。

## 概要
人気作『思いっきりハイキック』(2006年 - 2007年) に続くハイキックシリーズの第2シリーズ。前シリーズと同じくプロデューサーのキム・ビョンウクが演出を担当して、前作同様の人気を得た。本作は、老若それぞれの恋愛や社会格差、若者の就職難など多様な主題をシットコム独特の笑いと共に表現した。
シットコムの通例として各話は30分弱。多くの俳優や女優が本名か、それに近い名で登場して、新人の登龍門的ドラマになっている。全126話中、多くの回で有名ゲストが登場した。前作の舞台は漢方医院であったが、設定が変更され、登場人物も異なっている。チョン・ヘリ役の子役チン・ジヒがドラマの中で叫ぶ悪口の「빵꾸똥꾸」(パンクットンク) が韓国で流行語となった。チョン・ジュニョク役のユン・シユン、カン・セホ役のイ・ギグァンのドラマ・デビュー作である。
本作に続く第3作目の『ハイキック3 -短足の逆襲- 』は10%前後の低視聴率で終わっている。

## 登場人物
シン・セギョン - シン・セギョン
主人公。山奥で父と妹の3人で暮らしていたが、借金取りに追われ、妹のシネと一緒にソウルにやって来た。イ家の家政婦となる。
シン・シネ - ソ・シネ
セギョンの妹。学校に行っていなかったが、小学校に通うようになる。
イ・スンジェ - イ・スンジェ
イ・スンジェ食品社長。妻に先立たれている。ヒョンギョンの高校に給食を卸している。放屁癖がある。
イ・ヒョンギョン - オ・ヒョンギョン
スンジェの娘。高校の体育教師で、テコンドーの達人。
チョン・ボソク - チョン・ボソク
ヒョンギョンの夫でイ・スンジェ食品副社長。初歩的な計算を間違えたりして、社長のスンジェに怒鳴られる。取引先の日本人女性たちに人気があるため「ボ様」と呼ばれ、また「ナカムラさん」（代表的な日本人の姓とされる）と揶揄されることがある。
チョン・ジュニョク  - ユン・シユン
ヒョンギョン夫婦の息子。高校生。両親に似て勉強は苦手。不良っぽい。
チョン・ヘリ  - チン・ジヒ
ヒョンギョン夫婦の娘 。小学生。甘やかされていて、わがまま。兄同様勉強は苦手。
イ・ジフン  - チェ・ダニエル 
スンジェの息子。外科医。
キム・ジャオク - キム・ジャオク 
ヒョンギョンの高校の教頭。スンジェの恋人で、少女趣味。
ファン・ジョンウム - ファン・ジョンウム
キム・ジャオクの家に下宿している。ソウル大生と勘違いされ、 ジュニョクの家庭教師となる。大田 (テジョン) 出身。「ソウン」大学文学部英文学科在学。ヒリという名の犬を飼っている。
ジュリアン - ジュリアン・カン
キム・ジャオクの家に下宿している。セギョン姉妹の恩人。
ユ・インナ - ユ・インナ
キム・ジャオクの家に下宿している。グァンスの恋人で歌手志望。
イ・グァンス - イ・グァンス
キム・ジャオクの家に下宿している。インナの恋人で歌手志望。
カン・セホ - イ・ギグァン (BEAST)
ジュニョクの友人の高校生。成績優秀でダンスがうまい。ジョンウムに恋するが相手にされない。

## スタッフ
- 企画 - クォン・イクチュン [1]
- 脚本 - イ・ヨンチョル、イ・ソジョン、チョ・ソンヒ
- 演出 - キム・ビョンウク、キム・ヨンギ、チョ・チャンジュ

## 受賞
- 2010年 第46回百想芸術大賞 テレビ部門 芸能作品賞 - キム・ビョンウクほか [6]
- 2010年 第46回百想芸術大賞 テレビ部門 女性新人演技賞 - ファン・ジョンウム